# Marina Striletska
Marina Striletska (nom també transliterat com a Marina Strelétskaia, en ucraïnès: Марина Стрілецька, nascuda el 22 d'agost de 1983) és una àrbitre de futbol ucraïnesa. L'any 2020, va formar part del primer equip oficial de dones per a un partit internacional masculí. Des del 2022, dirigeix la Lliga Suïssa de Promoció.

## Carrera
Quan era adolescent, Striletska va competir tant en atletisme com en futbol. El 2006, va començar a fer d'àrbitre a Ucraïna i el 2011 era l'única àrbitre femenina a tota la regió de Luhansk.
Striletska ha treballat com a àrbitre assistent internacional sota la direcció principal de Kateryna Monzul, i també ha arbitrat a la Copa del Món Femenina de la FIFA, a l'Eurocopa Femenina de Futbol (a les finals del 2014 i del 2018 i a les semifinals del 2017), a la Lliga de Campions Femenina de la UEFA i als Jocs Olímpics. També ha arbitrat partits masculins de la Lliga Europea de la UEFA, la Lliga Europa Conferència i la Lliga ucraïnesa de Futbol.
Striletska va ser àrbitre assistent a la final de la Lliga de Campions Femenina de la UEFA 2014 i en una de les semifinals de l'Eurocopa Femenina del 2017 i assistent de reserva de la final de la Lliga de Campions Femenina de la UEFA 2018.
A la Copa del Món Femenina de la FIFA 2019, va ser VAR per al partit de la fase de grups entre Brasil i Jamaica i el 2020 va tornar a ser àrbitre assistent a la final de la Lliga de Campions Femenina de la UEFA.
L'any 2020, Monzul, Striletska i Anastasia Romanyuk es van convertir en el primer equip oficial de dones d'un partit internacional masculí quan van arbitrar un partit entre San Marino i Gibraltar.
El 2021, va ser àrbitre assistent al partit de semifinals femení dels Jocs Olímpics d'estiu de 2020 entre els Estats Units i el Canadà i al partit masculí entre Anglaterra i Andorra, al costat de Monzul i Svitlana Grushko. Era la primera vegada que una dona oficiava un partit internacional masculí de l'equip d'Anglaterra.
El març de 2022, va començar a arbitrar a la Lliga Suïssa de Promoció, i ja a més tard va ser escollida com a oficial de l'Eurocopa Femenina de la UEFA 2022, torneig en del qual en va arbitrar la final.

## Vida personal
De família paterna provinent de Sibèria, Striletska va néixer a l'RSS d'Ucraïna, a la regió de Luhansk, l'any 1983. Està casada amb Serguei Streletski, amb qui va tenir una filla l'any 2011. Després de la invasió russa d'Ucraïna el 2022, Striletska es va haver d'exiliar a Suïssa.